# Beaufortiana abnormalis
Beaufortiana abnormalis är en insektsart som beskrevs av Capener 1971. Beaufortiana abnormalis ingår i släktet Beaufortiana och familjen hornstritar. Inga underarter finns listade i Catalogue of Life.